# Stirling Albion Football Club
Maillots
Le Stirling Albion Football Club est un club écossais de football basé à Stirling, créé en 1945 et qui a pris la suite de King's Park, ancien club de la ville, disparu pendant la Seconde Guerre mondiale.

## Historique
- 1945 : fondation du club et installation à l'Annfield Stadium
- 1949 : 1re participation au championnat de 1re division (saison 1949/50)
- 1992 : fermeture du stade historique, Annfield Stadium
- 1993 : ouverture du nouveau stade, Forthbank Stadium. Entretemps, le club a joué au Ochilview Park
- 2024 : Relégation au Championnat d'Écosse de quatrième division

## Palmarès
| Compétitions nationales | Compétitions internationales |
| - Championnat d'Écosse (0) : - Meilleur classement : . - Championnat d'Écosse de deuxième division (4) : - Champion : 1953, 1958, 1961 et 1965. - Vice-champion : 1949 et 1951. - Championnat d'Écosse de troisième division (4) : - Champion : 1977, 1991, 1996 et 2010. - Vice-champion : 2007. - Championnat d'Écosse de quatrième division (1) : - Champion : 2023 - Vice-champion : 2004. - B Division Supplementary Cup (0) : - Finaliste : 1948. - Tommy McGrane Memorial Cup (3) : - Vainqueur : 2005, 2007 et 2008. |                              |

## Joueurs et personnalités du club

### Entraîneurs
Le tableau suivant présente la liste des entraîneurs du club depuis 1945.
| Rang | Nom              | Période                |
| ---- | ---------------- | ---------------------- |
| 1    | Tom Ferguson     | juil. 1945-oct. 1951   |
| 2    | George Paterson  | oct. 1951-juin 1952    |
| 3    | Tom Ferguson     | juil. 1952-juin 1955   |
| 4    | John Mathers     | juil. 1955-sept. 1956  |
| 5    | Tom Ferguson     | sept. 1956-janv. 1960  |
| 6    | Alex McRae       | janv. 1960 - mars 1960 |
| 7    | Danny McLennan   | juin 1960-juin 1961    |
| 8    | Sammy Forsyth    | nov. 1961-juin 1963    |
| 9    | Sammy Baird      | juil. 1963-févr. 1968  |
| 10   | Willie McFarlane | mars 1968-sept. 1969   |

| Rang | Nom                  | Période               |
| ---- | -------------------- | --------------------- |
| 11   | Frank Joyner         | oct. 1969-déc. 1970   |
| 12   | Walter Roy (intérim) | déc. 1970-mars 1971   |
| 13   | Bob Shankly          | mars 1971-juin 1973   |
| 14   | Frank Beattie        | juil. 1973-sept. 1974 |
| 15   | Alex Smith           | sept. 1974-déc. 1986  |
| 16   | George Peebles       | déc. 1986-mars 1988   |
| 17   | Jim Meakin (intérim) | mai 1988-déc. 1988    |
| 18   | John Brogan          | janv. 1989-mars 1994  |
| 19   | Kevin Drinkell       | avr. 1994-juin 1998   |
| 20   | John Philliben       | juil. 1998-juin 2000  |

| Rang | Nom                      | Période              |
| ---- | ------------------------ | -------------------- |
| 21   | Raymond Stewart          | juil. 2000-juin 2002 |
| 22   | Allan Moore              | juil. 2002-mai 2010  |
| 23   | John O'Neill             | mai 2010-janv. 2011  |
| 24   | Jocky Scott              | janv. 2011-déc. 2011 |
| 25   | Greig McDonald (intérim) | déc. 2011-janv. 2012 |
| 26   | Greig McDonald           | janv. 2012-oct. 2014 |
| 27   | Stuart McLaren           | 2014-sep. 2016       |
| 28   | Martyn Corrigan          | sep. 2016-nov. 2016  |
| 29   | Dave Mackay              | nov. 2016-           |

### Joueurs emblématiques
- Graeme Armstrong
- Brian Martin
- Derek Lyle
- Craig Beattie
- John Colquhoun
- Billy Simpson
- Aurélien Mazel